# Аксумський обеліск

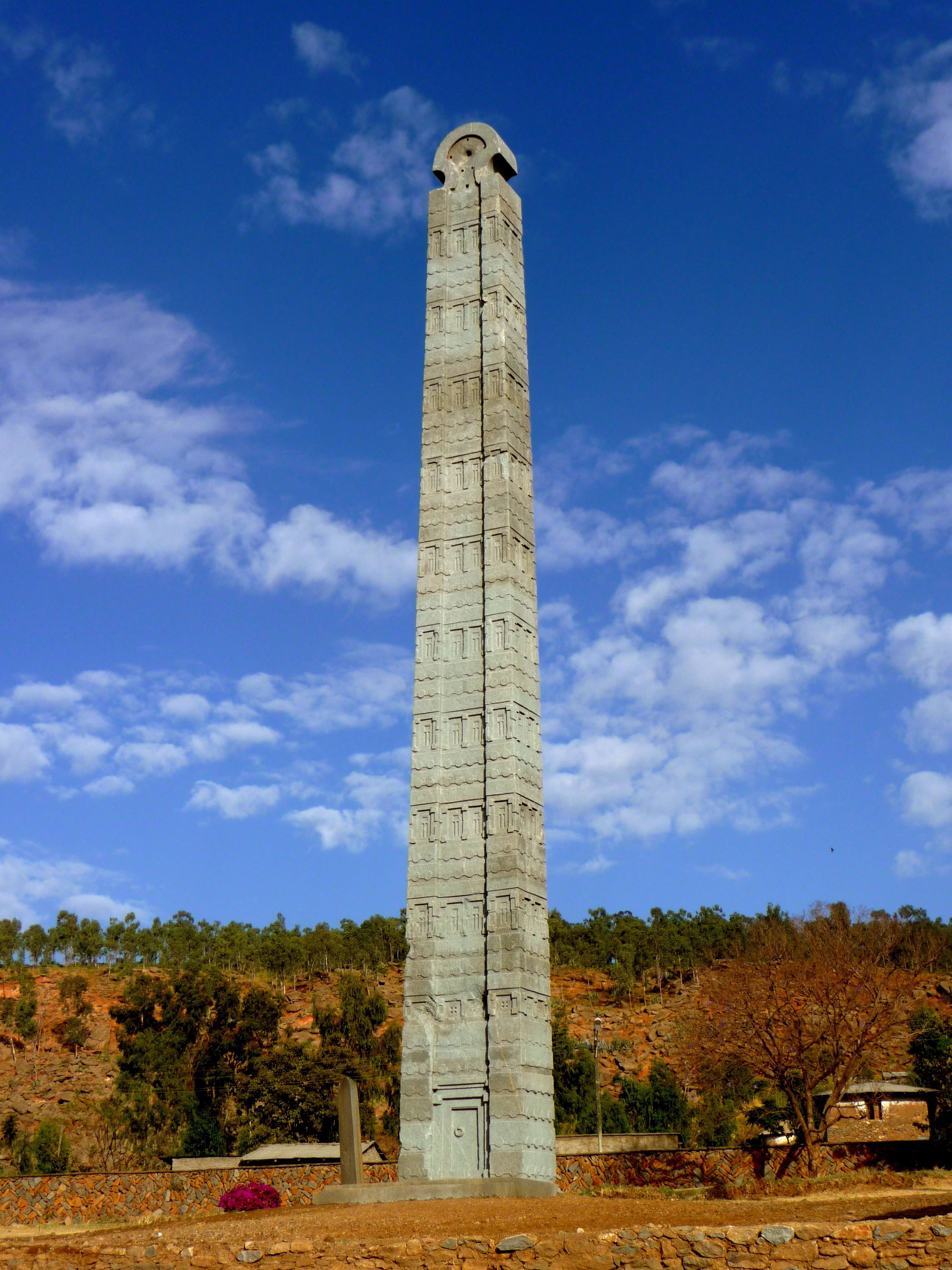
Аксумський обеліск, 2009

Аксумський обеліск (амх. የአክሱም ሐውልት) — пам'ятка архітектури  давньоефіопського міста Аксум.

## Опис
Обеліск заввишки 24 метри і вагою 160 тонн був створений за часів стародавнього Аксумського царства (IV століття). Покритий химерним візерунком - в тому числі на ньому зображені двоє фальшивих дверей і фальшиві вікна. Вершина обеліска - закруглена, покрита металевими вставками.

## Історія
У 1937 італійці, які захопили Ефіопію, вивезли Аксумський обеліск в Італію, де він був встановлений в Римі.
Незважаючи на рішення ООН про повернення пам'ятника Ефіопії, прийняте ще в 1947, він був повернений Ефіопії тільки в 2005.
Зараз ведуться відновлювальні роботи; обеліск планується встановити в Аксумі поруч зі стелою царя Езана.
Для повернення обеліска використовувався літак Ан-124. Транспортування було здійснене в три етапи, під час кожного з них перевозили третину монумента загальною масою 160 тонн і довжиною 24 метри. В Аксумі модифікували злітну смугу для того, щоб прийняти такий великий літак.
Кілька подібних обелісків меншого розміру збереглися до наших днів в інших містах Ефіопії й Еритреї, наприклад, в Хавулті.